# Грасселини, Гаспаре
Гаспаре Грасселини (итал. Gaspare Grassellini; 19 января 1796, Палермо, Сицилийское королевство — 16 сентября 1875, Фраскати, королевство Италия) — итальянский куриальный кардинал, ораторианец. Вице-камерленго Святой Римской Церкви с 21 декабря 1846 по 18 июля 1847. Кардинал-дьякон с 16 июня 1856, с титулярной диаконией Санти-Вито-Модесто-э-Крешенция с 19 июня 1856 до 20 декабря 1867. Кардинал-дьякон с титулярной диаконией Санта-Мария-ад-Мартирес с 20 декабря 1867.